# Didier Païs
Didier Païs, né le 8 février 1983 à Colmar, est un lutteur français. Il participe aux épreuves de lutte aux Jeux olympiques d'été de 2012, en lutte libre dans la catégorie moins de 60 kg.

## Palmarès

### Championnats du monde
- 12e en lutte libre (60 kg) en 2006

### Championnats d'Europe
- Médaille d'argent en lutte libre (60 kg) en 2008
- Médaille d'argent en lutte libre (60 kg) en 2005

### Jeux méditerranéens
- Médaille de bronze en lutte libre (60 kg) en 2005 à Almería,  Espagne